# Trinidad Miró Mira
Trinidad María Miró Mira (Alcoi, 30 de setembre de 1960) és una política i musicòloga valenciana. Fou Consellera de Cultura i Esport de la Generalitat Valenciana en la VII Legislatura (2007-2011).

## Biografia
Ha estat professora de ballet clàssic i dansa espanyola, així com directora del Conservatori Municipal d'Alcoi. Militant del Partit Popular, el 1999 fou escollida regidora de l'ajuntament d'Alcoi, ocupant els càrrecs de regidora de cultura (1999-2003) i tercera tinent d'alcalde (2003-2007). Ha estat escollida diputada a les eleccions a les Corts Valencianes de 2007 per la província de València i a les eleccions de 2011 per la d'Alacant.